# مارك جونسون (لاعب كرة قاعدة أمريكي)
مارك جونسون (بالإنجليزية: Mark Johnson)‏ هو لاعب كرة قاعدة أمريكي، ولد في 2 مايو 1975 في دايتون في الولايات المتحدة.

## وصلات خارجية
- مارك جونسون على موقعبيزبول رفرنس.كوم (الدوري الرئيسي) (الإنجليزية)
- مارك جونسون على موقعبيزبول رفرنس.كوم (الدوري الثانوي) (الإنجليزية)